# 平岡亜紀
平岡 亜紀（ひらおか あき、1989年12月11日 - ）は、日本の女優、映画監督、タレント。神奈川県横浜市出身。

## 人物
- 父親が広島県[2]、母親が熊本県[1]出身。
- 山手学院高等学校在学中、ニューヨークへ短期ダンス留学した際に観たブロードウェイミュージカルに感銘を受け、俳優を目指すようになる[3]。
- 学生時代、明治大学のダンスサークル「MDD」に所属していた。
- 2015年10月まではTNY MUSICに所属していたが、現在はフリーで活動している[4]。
- 2017年1月より渡米。ニューヨークへ一年半の留学ののち2018年7月に帰国している。
- 2022年8月 「第2回日本ホラー映画大賞」連動企画「3日でホラー映画を作ってみよう！」に参加し、KADOKAWA、ドワンゴ製作の映画「廻岐」を監督。撮影から編集、公開までの3日間がニコ生でリアルタイム配信された。[5]
- 2022年9月、初の長編映画の主演となる、鹿児島県長島町を舞台とした映画「私を判ってくれない」が公開された。[6]
- 2023年、市川美織を主演に迎え、映画「夢叶えるサウナ」の監督と脚本を務める。[7] 池袋HUMAXシネマズにて完成披露イベントが行われた。[8]長編映画の監督は今作が初。

## 出演

### CM
- KODAK PolarMax Pro もう乱レンズ 色彩編 WebCM (2019)
- NTTドコモ マイマガジン WebCM (2019)
- Fitbit Versa2 TVCM (2019)
- アサヒビール ザ・リッチ × ツルハドラッグ WebCM (2021)
- 持田ヘルスケア コラージュフルフルネクストシャンプー × ウエルシア薬局 WebCM (2021)

### テレビドラマ
- ビート（2010年、監督：奥田瑛二） - ダンスユニットメンバー
- タイムスクープハンター（2011年、監督：中尾浩之） - きよ 役
- 幼獣マメシバ望郷篇（2014年、ドラマ版 第8話 監督：御法川修）
- びったれ!!!（2015年、第2話 監督：吉田康弘） - 長澤裕美 役
- みんな!エスパーだよ!番外編 〜エスパー、都へ行く〜（2015年、テレビ東京 監督：園子温） - カリナ 役

### 映画
- 再会（2011年） - 阿部美沙（高校時代） 役
- ウォーク・アンド・スウィングスルー（2012年、監督：ワタナベカズキ ）-ホウラキ役
- メタルカ-METALCA-（2014年、監督：内田英治） - 萌美 役
- TOKYO TRIBE（2014年、監督：園子温） - マイ（ねずみ） 役
- 家族ごっこ（2015年、監督：内田英治）- 洋子 役
- リアル鬼ごっこ（2015年、監督：園子温） - タエコ 役
- わたしのまち（2015年、監督：丸山隆 きりゅう映画祭制作作品）- 大橋莉子 役
- 埠頭、深夜。（2015年、監督：利重剛）- ユミ 役
- 下衆の愛（2016年、監督：内田英治)
- Party Girls（2016年9月26日、監督：ロリー・オドンネル）
- ディストラクション・ベイビーズ（2016年、監督：真利子哲也）
- ENSEMBLE episode movies (2017年、監督：TOOWA2）
- Doppelganger （2017年、監督：曽根剛）
- Selfie Stick (2018年、監督：ロリー・オドンネル)
- 私を判ってくれない（2022年、監督：近藤有希、水落拓平）- 城子役

### 配信ドラマ
- MARIA age18（2010年、演出 原正之） - 琴葉 役
- UULA恋愛体感配信ドラマ「モトカレ」Ep3（2013年）

### ミュージックビデオ
- TRUMP『サラリーマン戦柳』（2017年、演出：遠山正樹）

### 舞台
- 北島三郎特別公演（2009年）
- 劇団マツモトカズミ旗揚げ公演（2013年、演出：マツモトカズミ） - 苺 役
- 朗読劇グレイテスト・ヒッツ・テラヤマ（2013年、演出：園子温）
- 角角ストロガのフ第十回公演「時刑」（2014年、演出：角田ルミ） - れな 役
- 金沢知樹主催 劇団K助「オムニー7」（2015年、演出：角田ルミ）

### 教育番組
- さんすう犬ワン（2014年、第9話）
- NHK高校講座ベーシック数学（2015年、第6回）

## 監督作品
ドラマ
- ずっとも(2023) 監督・脚本 (TikTok)
- 東京彼女 1月号「ブスの復讐」編

短編映画
- ANOTHER (2019) 監督・脚本・出演
- 知らない息子 (2020) 監督・脚本・出演
- 父さん(2021) 監督・脚本
- 見られて(る)た(2022) 共同監督・共同脚本・出演
- 廻岐(2022) 監督・原案・出演 - KADOKAWA・ドワンゴ製作
- 旋回するバンク（2022）監督・編集 - JKA 競輪
- 最期の日(2023) 監督・脚本
- 決断  火の見櫓に登った男たち(2024)  監督・脚本

長編映画
・夢叶えるサウナ(2023) 監督・脚本

## 受賞歴
決断  火の見櫓に登った男たち(2024)
- 第10回賢島映画祭　特別賞[9]

ずっとも(2023)
- TOKYO青春映画祭2024 超ショートショート部門 入選

お揃いのコーヒーカップを。(2023)
- 第二回  宮古島チャリティー国際映画祭　短編部門　主演女優賞

見られて(る)た（2022）
- ゆうばり国際ファンタスティック映画祭2022　インターナショナル・ショートフィルムコンペティション部門 入選
- 西湘映画祭 SeishoCinemaFes 8th　短編部門　グランプリ
- 第2回 YouTubeホラー映画祭 グランプリ（「見られてる」）

父さん (2021)
- 第一回 日本ホラー映画大賞 - KADOKAWA　審査員特別賞

知らない息子 (2020)
- ショートショートフィルムフェスティバル&アジア2021 NEO JAPANプログラム 選出
- 第8回 八王子Short Film映画祭 グランプリ
- あいち国際女性映画祭2021 入選
- 第1回 彩の国市民映画祭2023 大賞